# Rolling Stones American Tour 1981

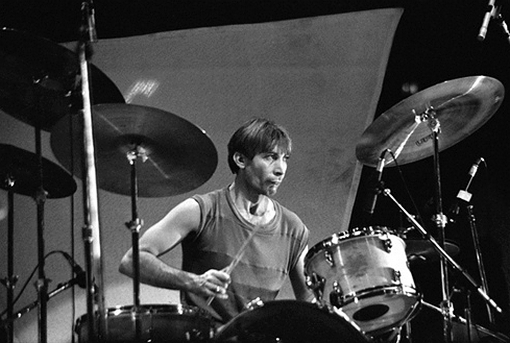
Charlie Watts de los Rolling Stones; Concierto de los Rolling Stones el 11 de diciembre de 1981, Rupp Arena, Lexington Kentucky

El American Tour 1981 es una gira de conciertos realizada por The Rolling Stones en el año 1981 como promoción para el álbum Tattoo You. El tour se concentró en los Estados Unidos y su promotor fue Bill Graham.

## Historia
Los Stones iniciaron los ensayos para su nueva gira en el Studio Instrument Rentals (SIR) al oeste de las calles 52 y 8, en el Hell's Kitchen de Manhattan, el sitio de el antiguo Cheetah Club.
La elaboración del elaborado y colorido escenario fue obra del diseñador japonés Kazuhide Yamazari. Todos los shows fueron de día y en estadios al aire libre, Mick Jagger recordó en 2003: "La mayoría de los conciertos fue al aire libre y tocábamos de día, probablemente porque era más barato, no sé. Así que usamos brillantes, brillantes colores primarios...y teníamos enormes imágenes de una guitarra, un auto y un grabado - una idea estadounidense - funcionó muy bien en los shows de las tardes".
Este tour fue el mayor en cifras brutas, no solo para el año 1981, sino para los años siguientes. La gira ingresó 50 millones de dólares con la venta de entradas, cuando el precio promedio fue de 16.00 U.S. $ la entrada. Alrededor de tres millones de fanes asistieron a los conciertos.
Este récord de venta de entradas alcanzado por los Stones aún esta vigente. La venta de entradas en Filadelfia para el show del JFK Stadium recaudó más de 4 millones de dólares.
The New York Times en una columna del 4 de noviembre dijo: "Se espera que este tour sea el más rentable de la historia del rock & roll, y su tamaño es asombroso...las solicitudes de tickets corren por millones".
Este tour también es el primero que usa la publicidad de alguna marca. Jōvan Musk pagó un millón de dólares para incluir su nombre en los tickets de los Rolling Stones. También, en el show del 18 de diciembre en Hampton, fue la primera vez que un show musical fue transmitido por pay per view.

## Performances
Uno de los shows más destacados fue el del 15 de diciembre en la Kemper Arena de Kansas City. Mick Taylor, el antiguo guitarrista de la banda, se unió a la banda para una gran parte de la actuación. Entre los invitados también se incluye a Tina Turner (que canta "Honky Tonk Women"), Lee Allen, Chuck Leavell, y Sugar Blue.
El 18 de diciembre el show del Hampton Coliseum de Virginia fue emitido como "The World's Greatest Rock'n'Roll Party," en pay-per-view y circuitos cerrados de cines. El guitarrista Keith Richards dio un memorable golpe con su guitarra a un fan que invadió el escenario.
Varios conciertos están registrados y aparecen en el álbum de 1982 "Still Life" (American Concert 1981).

## Músicos
- Mick Jagger - voz, guitarras
- Keith Richards - guitarras, voces
- Ron Wood - guitarras
- Bill Wyman - bajo
- Charlie Watts - batería

Músicos adicionales 
- Ian Stewart - piano
- Ian McLagan - teclados
- Ernie Watts - saxofón

### Invitados especiales
- Mick Taylor
- Tina Turner
- Tower of Power

## Set list
1. Intro: "Take the A-Train"
2. "Under My Thumb"
3. "When the Whip Comes Down"
4. "Let's Spend the Night Together"
5. "Neighbours"
6. "Just My Imagination (Running Away with Me)"
7. "Shattered"
8. "Black Limousine"
9. "She's So Cold"
10. "Time Is on My Side"
11. "Beast of Burden"
12. "Waiting on a Friend"
13. "Let It Bleed"
14. "You Can't Always Get What You Want"
15. "Tops"
16. "Tumbling Dice"
17. "Hang Fire"
18. "All Down the Line"
19. "Let Me Go"
20. "Little T & A"
21. "Start Me Up"
22. "Miss You"
23. "Honky Tonk Women"
24. "Brown Sugar"
25. "Jumpin' Jack Flash"
26. "Street Fighting Man"
27. "(I Can't Get No) Satisfaction"
28. Outro: "The Star Spangled Banner"

En la primera cita de la gira se tocó "Sympathy for the Devil" aunque no se volvió a repetir. En algunos shows también se tocaba "Down the Road Apiece", "Twenty Flight Rock" y "Star Star". Más avanzada la gira se agregó "Going to a Go-Go". En esta gira se recuperaron varios de los éxitos anteriores a 1968, olvidados por el grupo en casi todas las giras de los años 70s.

## Fechas
- 14/09/1981  Sir Morgan's Cove - Worcester
- 25/09/1981  John F. Kennedy Stadium - Filadelfia
- 26/09/1981  John F. Kennedy Stadium - Filadelfia
- 27/09/1981  Rich Stadium - Buffalo
- 01/10/1981  Metro Center - Rockford
- 03/10/1981  Folsom Field - Boulder
- 04/10/1981  Folsom Field - Boulder
- 07/10/1981  Jack Murphy Stadium - San Diego
- 09/10/1981  Los Angeles Memorial Coliseum - Los Ángeles
- 11/10/1981  Los Angeles Memorial Coliseum - Los Ángeles
- 14/10/1981  Kingdome - Seattle
- 15/10/1981  Kingdome - Seattle
- 17/10/1981  Candlestick Park - San Francisco
- 18/10/1981  Candlestick Park - San Francisco
- 24/10/1981  Tinker Field & Tangerine Bowl - Orlando
- 25/10/1981  Tinker Field & Tangerine Bowl - Orlando
- 26/10/1981  Fox Theatre - Atlanta
- 28/10/1981  Astrodome - Houston
- 29/10/1981  Astrodome - Houston
- 31/10/1981  Cotton Bowl - Dallas
- 01/11/1981  Cotton Bowl - Dallas
- 03/11/1981  Freedom Hall - Louisville
- 05/11/1981  Meadowlands Sports Complex - East Rutherford
- 06/11/1981  Meadowlands Sports Complex - East Rutherford
- 07/11/1981  Meadowlands Sports Complex - East Rutherford
- 09/11/1981  Hartford Civic Center - Hartford
- 10/11/1981  Hartford Civic Center - Hartford
- 12/11/1981  Madison Square Garden - Nueva York
- 13/11/1981  Madison Square Garden - Nueva York
- 16/11/1981  Richfield Coliseum - Cleveland
- 17/11/1981  Richfield Coliseum - Cleveland
- 19/11/1981  Checkerdome - St. Louis
- 20/11/1981  Unidome - Cedar Falls
- 21/11/1981  Civic Center - Saint Paul
- 23/11/1981  Rosemont Horizon - Rosemont
- 24/11/1981  Rosemont Horizon - Rosemont
- 25/11/1981  Rosemont Horizon - Rosemont
- 27/11/1981  Carrier Dome - Syracuse
- 28/11/1981  Carrier Dome - Syracuse
- 30/11/1981  Pontiac Silverdome - Pontiac
- 01/12/1981  Pontiac Silverdome - Pontiac
- 05/12/1981  Louisiana Superdome - Nueva Orleans
- 07/12/1981  Capital Center - Largo
- 08/12/1981  Capital Center - Largo
- 09/12/1981  Capital Center - Largo
- 11/12/1981  Rupp Arena - Lexington
- 13/12/1981  Sun Devil Stadium - Tempe
- 14/12/1981  Kemper Arena - Kansas City
- 15/12/1981  Kemper Arena - Kansas City
- 18/12/1981  Hampton Coliseum - Hampton
- 19/12/1981  Hampton Coliseum - Hampton